# Graphogaster bohdani
Graphogaster bohdani är en tvåvingeart som beskrevs av Agnieszka Draber-Mońko 1965.
Graphogaster bohdani ingår i släktet Graphogaster och familjen parasitflugor. Inga underarter finns listade i Catalogue of Life.